# Хирасава, Сусуму
Сусуму Хирасава (яп. 平沢 進 Хирасава Сусуму, родился 1 апреля 1954, но зарегистрирован на следующее число) — японский музыкант-мультиинструменталист и композитор. Лидер группы P-Model. Написал музыку к таким аниме, как «Берсерк», «Актриса тысячелетия», «Агент Паранойи», «Паприка». Самой известной композицией в его исполнении является «Forces» из «Берсерка». Альбом Beacon достиг 12 места в чарте Oricon. В 2019 году Хирасава занял 24 место в рейтинге самых лучших композиторов аниме эры Хэйсэй.

## Биография
В 1965 году он школьником начал играть на гитаре, под влиянием групп The Ventures, The Spotnicks и The Atlantics, которые звучали на американской радиосети Far East Network. Слушал также Fleetwood Mac. В 1972 году поступил в Tokyo Designer Gakuin College, в 1975 году окончил курсы по дизайну интерьера. С 1972 по 1978 годы выступал со своей первой группой Mandrake (название происходит от мандрагоры и было придумано в ходе обсуждения алхимии с вокалистом на линии метро Тиёда), играющей прогрессивный рок, вдохновлённый King Crimson, Yes, Black Sabbath и Pink Floyd. В 1979 году создал экспериментальную электроник-рок-группу, названную P-Model, вместе с двумя участниками Mandrake и близким другом (Ясуми Танака, Садатоси Тайнака и Кацухико Акияма). Они выпустили серию альбомов в 1980-х годах. В 1989 году Хирасава начал сольную карьеру, при этом продолжая свою работу со вновь сформированной P-Model в начале 1992 года. Проект завершился в 2000 году; в 2004 году Хирасава собрал Kaku P-Model, который является продолжением предыдущего.
В работе активно использовал компьютеры Amiga, этому посвящены его заметки «Ближайшее будущее, которое не наступило». Помимо этого, создавал семплеры, такие как Tubular Hertz, звучавший в ряде концертных программ (Sim City Tour, Siren). В сольном творчестве музыка — это прошлое (миф, фольклор) и будущее (научная фантастика, компьютеры), которые встречаются с настоящим.
В 1997 году Кэнтаро Миура, будучи поклонником творчества композитора, пригласил Хирасаву написать саундтрек для «Берсерка», в VAP тоже согласились, что его музыка необходима. С тех пор они неразрывно связаны. Кроме того, с ним сотрудничал Сатоси Кон. Режиссёру больше всего нравился альбом Technique of Relief. Также Хирасава участвовал в записи альбомов Tamashii (1998) и Daisūshii (1999) Юко Миямуры.
В 1999 году композитор расторг контракт с крупным лейблом Nippon Columbia и разрешил бесплатное скачивание файлов в формате MP3 со своего сайта P-Plant, тем самым подчёркивая освобождение музыкантов от мейджоров благодаря Интернету. Впервые в японской музыкальной индустрии известная группа P-Model стала распространять композиции через Всемирную сеть. Кроме того, Хирасава использовал BBS с американской платёжной системой для продажи своих произведений. По его мнению, оковы звукозаписывающих компаний снимаются одна за другой в связи с развитием технологий: «Есть только один ответ — „Делай то, что хочешь“. Не поймите меня неправильно. Я не поощряю распущенное и безответственное поведение. Свобода приходит с ответственностью».
Он часто проводил интерактивные шоу, например, Limbo-54 в 2003 году. Но концертный тур по Европе не получалось организовать из-за следующих проблем: первая — стоимость, вторая — малая известность, третья — вероятность повреждения компьютеров во время транспортировки. К тому же нелегко найти подходящий лейбл, потому что трудно определить жанр. По словам британского координатора, причина в том, что Хирасава поёт на японском.
В 2009 году вышла аниме-адаптация манги K-On!, где главной героиней была гитаристка с абсолютным слухом Юи Хирасава. Фанаты сразу же обратили внимание и получили отклик: «Вы не ошиблись? Я Сусуму, а не Юи». На стремления слушателей называть его моэ или цундэрэ, Хирасава ответил, что это абсолютно невежливо и добавил: «Я ведь страшный человек». Благодаря чему он стал гораздо известнее в Интернете. В 2012 году Хирасава представил песню «Aria» для трилогии фильмов «Берсерк. Золотой век». В 2016 году в альбом Ash Crow были включены перезаписанные версии «Forces», «Indra», уже издававшиеся «Zodd II», «Sign» и другие за 20 лет работы композитора над франшизой. 25 декабря 2016 года Хирасава выступил в Токио с группой Hikashu, исполнив песню P-Model «Art Mania» («Surely I Met You at the Art Museum») и другие.
В 2017 году композиция «Venus» появилась в фильме A Beautiful Star режиссёра Дайхати Ёсиды. 27 октября 2017 года музыкант подтвердил, что работает над саундтреком для аниме по манге Кона — «Опус», однако дата выхода осталась неизвестной. Тем не менее заглавная песня была включена им в альбом Kai=Kai проекта Kaku P-Model, вышедший 5 сентября 2018 года.
В 2021 году компания ITmedia на основании проведённого опроса представила топ альбомов музыканта: 1. Technique of Relief, 2. White Tiger Field, 3. The Man Climbing the Hologram, 4. Sim City, 5. The Secret of The Flowers of Phenomenon, 6. Philosopher’s Propeller, 7. Siren, 8. Aurora, 9. Planet Roll Call, 10. The Ghost in Science, 11. Water in Time and Space, 12. Blue Limbo, 13. Virtual Rabbit. Хидэо Кодзима положительно отозвался о песнях «Mother» с диска Technique of Relief и «White Tiger Field» («Byakkoya»), которая звучит в одноимённом альбоме и саундтреке «Паприка». Мишель Заунер выделила композицию «Parade» — психотический парад сна с оркестром. К мемориальной выставке «Берсерка» Хирасава записал видео, где вспомнил дружбу и работу с покойным Кэнтаро Миурой, выразив ему уважение и благодарность. В 2021 году Teslakite и Nippon Columbia выпустили альбомы Siren и Technique of Relief на грампластинках с бонус-треками.
На концертах выступает вместе с коллективом Ejin (Ssho — гитара Evo 0101Z Phytoelectron, электровиолончель Yamaha SVC-50 или NS Design NXTa 5, Tazz — бас-гитара Evo Bass B0101Z Bartolini Proto или Aguilar, электроскрипка, синтезатор Электроника ЭМ-141, сессионно Юдзи Rerure Кавагути — барабаны Ludwig 60's Psychedelic Red и 70's Supraphonic)), с ними он показал программы Trek2K20 и «24 Мандала», в том числе на Fuji Rock Festival. Пользователи «Твиттера» сравнивали Хирасаву с «религиозным гуру 23 века». В 2022 году он показал новое шоу Zcon в Tokyo Garden Theatre.
В 2022 году трилогия фильмов «Берсерк. Золотой век» была отредактирована как Memorial Edition для показа по японскому телевидению, поэтому Хирасава и Сиро Сагису добавили новую музыку. Голос Хирасавы и его мелодии вызвали у многих поклонников чувство ностальгии. Вклад в создание саундтреков к «Берсерку» получил высокую оценку за уникальный музыкальный и вокальный стиль, а также эпический тон.
В 2023 году Сусуму объявил о запуске лейбла Kite in Cloud как независимой платформы для артистов под эгидой Teslakite. Также анонсирована программа Hybrid Phonon 2566 (Хирасава + Ejin), где исполняются песни сольного творчества, группы P-Model и проекта Kaku P-Model, выступления прошли 8—9 сентября в Осаке и 17 сентября 2023 года в Токио, дополнительные концерты состоялись 30 апреля и 1 мая 2024 года. В апреле 2025 года прошли выступления Хирасавы и группы Ejin в Китае с программой «Три эха Дао»: Bandai Namco Dream Hall в Шанхае, фестиваль Bubbling & Boiling в  Сямыне.

## Общественная позиция
В 2003 году выступил против войны в Ираке, критикуя политику США после 11 сентября 2001 года, нарушающую международное право, а также японское правительство за сотрудничество с американцами и пренебрежение Конституцией. «Чтобы противостоять, я раздаю музыкальные файлы людям всего мира, которые разделяют одно и то же мнение: никогда не допускать этой бойни». Поддерживал независимые СМИ и свободных журналистов.
В 2021 году сообщил, что будет блокировать неуважительные и оскорбительные видео, которые наносят ущерб его имиджу: «Не очерняйте 40 лет одинокой борьбы. Те, кто любит такие вещи, держитесь подальше от меня. Я не игрушка». Речь шла о клипах на хостинге Nico Nico Douga.
В 2022 году Хирасава высказался по поводу вторжения России на Украину и раскритиковал «гротескные благие намерения людей, которые стремятся собрать деньги для неонацистов». Некоторые поклонники за это обвинили его в увлечении теорией заговора.

## Инструменты и эффекты
Из инструментов использовал электрогитары Evo 0101Z Phytoelectron с сустейнером (устройство заставляет струну колебаться, звучание долгое без подключения к усилителю), Tokai Talbo ICE-9, электроакустическую Godin Grand Concert Duet Ambiance, программируемую лазерную арфу (исполнитель перекрывает руками лазерные лучи и похож на дирижёра), основной компьютер для проверки процесса и отображения некоторых текстов песен, контроллер FLORIDA, цифровой микшер Roland M-48 (40 каналов с помощью 16 стереогрупп), второй компьютер для звука лазерной арфы и гитарного синтезатора, внешнюю звуковую карту MOTU M4, процессор эффектов BOSS GT-100, BOSS ME-90, педаль BOSS LS-2, тюнер TC Electronic PolyTune 3, блоки прямого подключения BSS AR-133, Klark Teknik DN100, стерео Radial Pro D2, беспроводную радиосистему Line 6 Relay G10 и G10S Wireless, головной вокальный микрофон Shure BETA 54, беспроводной микрофон Shure UR1 J5HK и ресивер Shure P10R. Также у Хирасавы есть электрогитары Fender Jaguar и Mosrite 63 красного цвета, синтезаторы Roland SH-32 (полифония 32 голоса и 4 части мультитембральности) и Yamaha CS-80, эхо-машина Binson Echorec. На сцене включал катушку Теслы. На фестивале Fuji Rock 2021 играл на гитаре Evo Phytoelectron Seed.

## Дискография

### Сольные альбомы
- 1989 — Water in Time and Space
- 1990 — The Ghost in Science
- 1991 — Virtual Rabbit
- 1994 — Aurora
- 1995 — Sim City
- 1996 — Siren
- 1998 — Technique of Relief
- 2000 — Philosopher’s Propeller
- 2003 — Blue Limbo
- 2005 — ICE-9
- 2006 — White Tiger Field[105]
- 2009 — Planet Roll Call[106]
- 2012 — The Secret of The Flowers of Phenomenon[107]
- 2015 — The Man Climbing the Hologram[108]
- 2021 — Beacon[109]
- 2024 — The Book of Phytoelectron[110]

### Kaku P-Model
- 2004 — Vistoron
- 2013 — Gipnoza[111][112]
- 2018 — Kai=Kai[113]
- 2025 — unZIP[114]

### Концертные альбомы
- 1990 — Error CD[115]
- 2008 — Phonon 2550 Live[116]
- 2014 — The Method of the Live 2: The Magic for Introduction[117]
- 2021 — Interactive Live Show Siren (Live)[118]

### Синглы
- 1990 — World Turbine
- 1991 — Bandiria Travellers (Detonator Orgun)
- 1992 — Root of Spirit
- 1996 — Sairen *Siren*
- 1997 — Berserk -Forces-
- 2008 — Tetragrammaton (вместе с InhVman)
- 2012 — Aria («Берсерк. Золотой век»)[119]
- 2014 — Christmas in Africa
- 2019 — Town-0 Phase-5 / Gardener King[120]
- 2023 — The Expedition[121]

### Саундтреки
- 1991—1992 — Detonator Orgun
- 1993 — Glory Wars
- 1993 — Kamui mintara
- 1997 — «Берсерк»
- 1999 — Lost Legend
- 1999 — Sword of the Berserk: Guts' Rage
- 2002 — «Актриса тысячелетия»
- 2004 — «Агент Паранойи»
- 2004 — Berserk Millennium Empire Arc: Chapter of the Holy Demon War
- 2006 — «Паприка»
- 2016 — Ash Crow (Berserk)[122][123]
- 2017 — Ruiner[124][125][126]
- 2022 — Berserk: The Golden Age Arc — Memorial Edition

### Сборники и ремиксы
- 1992 — Root of Spirit ~Essence of Hirasawa Solo Works~
- 2001 — Solar Ray
- 2004 — Switched-On Lotus
- 2007 — Music for Movies ~Great Movie Sounds of Susumu Hirasawa[127]
- 2010 — Totsu-Gen-Hen-I[128]
- 2010 — Hen-Gen-Ji-Zai[129]
- 2012 — Haldyn Dome
- 2013 — P-0 Gazio Mix CD
- 2014 — Archetype 1989—1995 Polydor Years of Hirasawa[130]
- 2014 — Symphonic Code Susumu Hirasawa Instrumental Music: The Polydor Years
- 2017 — The 6th Formant
- 2023 — Rubedo/Albedo -Songs for Fuji Rock Festival 2019, 2021- (студийная аранжировка 10 песен с концертов)[131][132]

## Видеография
- 1990 — Error
- 1994 — Making of Tokyo Paranesian
- 1994 — Hirasawa Error Engine Hirasawa Three Acts in Three Hours Upper and Lower
- 1995 — Sim City Tour
- 1997 — Interactive Live Show Siren
- 2001 — Interactive Live Show 2000 Philosopher's Propeller Version 1.4
- 2002 — Hirasawa Energy Works Solar Ray Live
- 2003 — Interactive Live Show 2003 Limbo-54
- 2006 — Reflection on the Ice-9 Gathering Ice-9 Live & Talk Event
- 2007 — Interactive Live Show 2006 Live Byakkoya
- 2008 — Phonon 2550 Vision
- 2009 — Phonon 2551 Vision
- 2010 — Interactive Live Show 2009 Live Planet Roll Call
- 2011 — Phonon 2553 Vision
- 2011 — Tokyo I-jigen Kudou
- 2013 — Phonon 2555 Vision
- 2015 — Interactive Live Show 2013 Nomonos and Imium
- 2017 — Hybrid Phonon
- 2019 — Interactive Live Show World Cell 2015
- 2021 — The 9th Mandala